# It’s the Same World
It’s the Same World (frei übersetzt Es ist dieselbe Welt) ist ein US-amerikanischer Dokumentar-Kurzfilm von Dick Young aus dem Jahr 1980, der für einen Oscar nominiert war.

## Inhalt
Der Film zeigt Menschen mit Behinderungen, die es auf der ganzen Welt gibt, und die sich unterschiedlich stark um Gleichberechtigung bemühen und darum, am Leben genauso teilzuhaben, wie Menschen ohne Behinderung.
So zeigt der Film beispielsweise Kinder auf den Philippinen, die nicht hören und daraus resultierend auch nicht sprechen können, ein  hirngeschädigtes Kind in Indien sowie ein stark behindertes Kind in Äthiopien, das bemüht ist, einen Beruf zu erlernen, damit es seiner Familie nicht zur Last fällt. In Mexiko werden ein Polio-Opfer und deren Mutter gezeigt, die eine Therapie nutzt, um ihrer Tochter beim Gehen zu helfen. Ebenso wird Terry Fox vorgestellt, ein kanadischer Jugendlicher, der sein Bein infolge einer Krebserkrankung verloren hat, sich aber dennoch auf den Weg gemacht hat, um Kanada zu durchqueren. Zum Schluss wird festgestellt, dass die Welt der Behinderten keine besondere Welt sei, sondern dieselbe Welt, in der wir alle leben. Der Film versteht sich als Plädoyer für die volle Teilhabe und Gleichberechtigung von Behinderten in allen Lebensbereichen.

## Produktion, Veröffentlichung
Produziert wurde der Film von Dick Young Productions in Zusammenarbeit mit United Nations Children’s Fund und den United Nations. Die Vereinten Nationen haben den Film in Auftrag gegeben, um das Bewusstsein für Menschen mit Behinderungen zu schärfen. Vorgestellt wurde er im Oktober 1981 auf dem Chicago International Film Festival, nachdem er zuvor im Jahr 1980 Premiere in den Vereinigten Staaten hatte.

## Auszeichnung
Oscarverleihung 1981: Nominiert für einen Oscar Dick Young in der Kategorie „Bester Dokumentar-Kurzfilm“. Die Auszeichnung ging jedoch an Roland Hallé und Peter W. Ladue und ihren Film Karl Hess: Toward Liberty, der sich mit dem Leben des Autors, Philosophen und politischen Aktivisten Karl Hess beschäftigt.